# Agnes Nixon

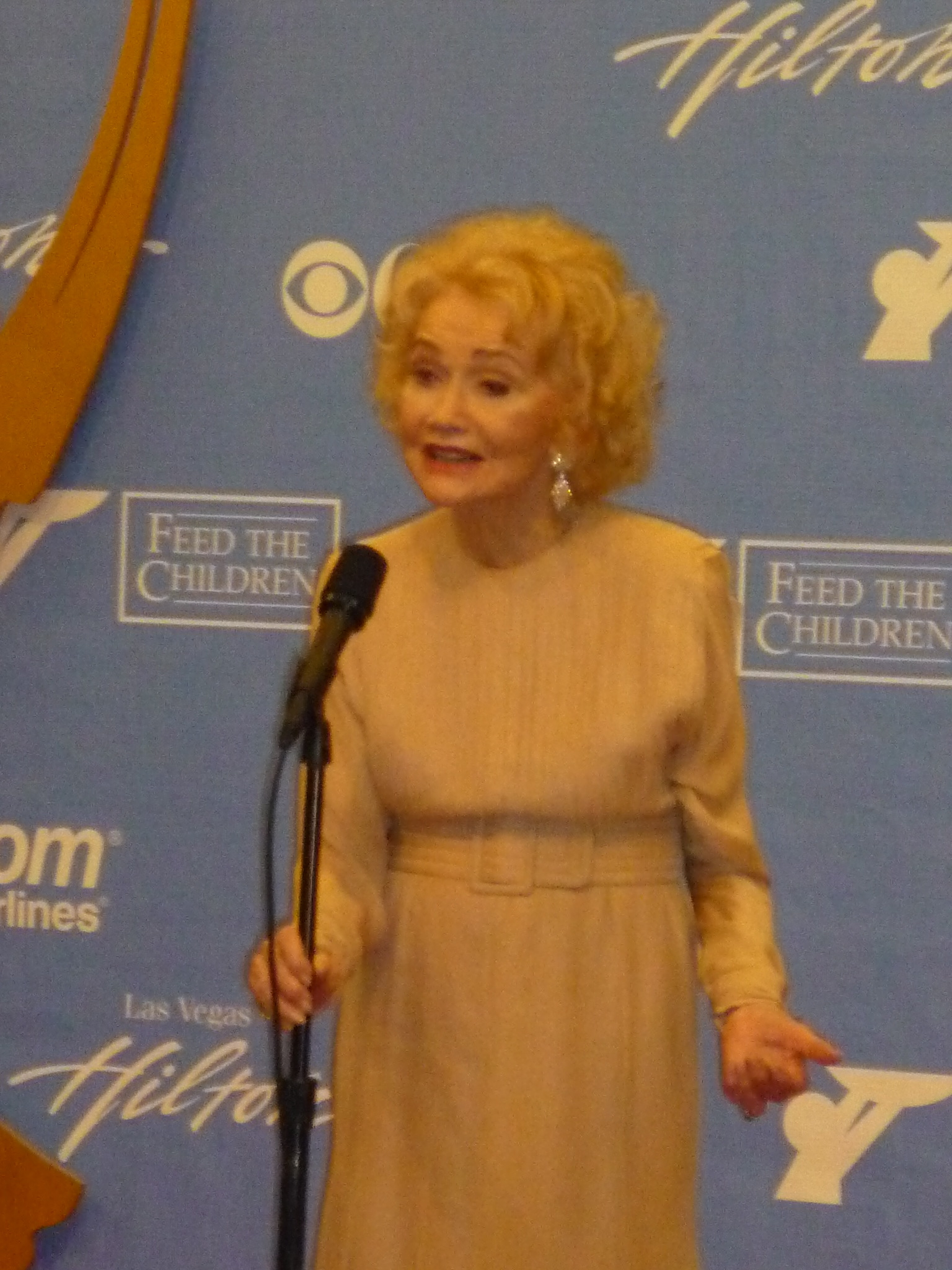
Agnes Nixon (2010)

Agnes Nixon (geborene Eckhardt; * 10. Dezember 1922 in Chicago, Illinois; † 28. September 2016 in Haverford, Delaware County, Pennsylvania) war eine US-amerikanische Drehbuchautorin und Filmregisseurin.

## Leben
Agnes Eckhardt studierte an der Northwestern University in Illinois. Als Drehbuchautorin und Filmregisseurin der Seifenoper All My Children wurde sie in den Vereinigten Staaten bekannt. Für die Fernsehserie Liebe, Lüge, Leidenschaft war sie als Fernsehregisseurin von 1968 bis 1975 und für die Fernsehserie All My Children von 1970 bis 1981 tätig. Danach schrieb sie nur noch als Drehbuchautorin für All My Children, bis 1983 gemeinsam mit Wisner Washam, dann 1988–1992 mit ihm und Lorraine Broderick. Aufgrund ihrer langjährigen Arbeit und ihres großen Erfolges in den Vereinigten Staaten wird sie die „Königin der modernen amerikanischen Seifenoper“ (Queen of the Modern American Soap Opera) tituliert.
Sie war mit Robert Nixon verheiratet und Mutter von vier Kindern.

## Preise und Auszeichnungen (Auswahl)
- 2010: Daytime Emmy für ihr Lebenswerk